# 色尔爵一世
教宗聖思齊一世（拉丁語：Sanctus Sergius PP. I；？—701年9月8日）原名不详，687年12月15日至701年9月7日在位为教宗。

## 譯名列表
- ：梵蒂冈电台[永久]作。
- ：來自香港天主教教區檔案　歷任教宗。
- 塞爾吉烏斯：來自大英百科全書線上繁體中文版[永久]。
- 瑟吉厄斯、塞尔吉乌斯：來自《世界人名翻譯大辭典》1993年版。